# Larche (Corrèze)
Larche település Franciaországban, Corrèze megyében. Lakosainak száma 1654 fő (2022. január 1.). Larche Saint-Pantaléon-de-Larche, Lissac-sur-Couze, Saint-Cernin-de-Larche, Les Coteaux Périgourdins és La Feuillade községekkel határos.

## Népesség
A település népességének változása:
| Lakosok száma | 812  | 1155 | 1322 | 1649 | 1606 | 1599 | 1583 | 1617 | 1629 | 1654 |
|               | 1968 | 1982 | 1990 | 2006 | 2013 | 2015 | 2017 | 2019 | 2020 | 2022 |